# Théâtre invisible
 (octobre 2024).
La mise en forme du texte ne suit pas les recommandations de Wikipédia : il faut le « wikifier ».
Les points d'amélioration suivants sont les cas les plus fréquents. Le détail des points à revoir est peut-être précisé sur la page de discussion.
- Les titres sont pré-formatés par le logiciel. Ils ne sont ni en capitales, ni en gras.
- Le texte ne doit pas être écrit en capitales (les noms de famille non plus), ni en gras, ni en italique, ni en « petit »…
- Le gras n'est utilisé que pour surligner le titre de l'article dans l'introduction, une seule fois.
- L'italique est rarement utilisé : mots en langue étrangère, titres d'œuvres, noms de bateaux, etc.
- Les citations ne sont pas en italique mais en corps de texte normal. Elles sont entourées par des guillemets français : « et ».
- Les listes à puces sont à éviter, des paragraphes rédigés étant largement préférés. Les tableaux sont à réserver à la présentation de données structurées (résultats, etc.).
- Les appels de note de bas de page (petits chiffres en exposant, introduits par l'outil «  Source ») sont à placer entre la fin de phrase et le point final[comme ça].
- Les liens internes (vers d'autres articles de Wikipédia) sont à choisir avec parcimonie. Créez des liens vers des articles approfondissant le sujet. Les termes génériques sans rapport avec le sujet sont à éviter, ainsi que les répétitions de liens vers un même terme.
- Les liens externes sont à placer uniquement dans une section « Liens externes », à la fin de l'article. Ces liens sont à choisir avec parcimonie suivant les règles définies. Si un lien sert de source à l'article, son insertion dans le texte est à faire par les notes de bas de page.
- La présentation des références doit suivre les conventions bibliographiques. Il est recommandé d'utiliser les modèles {{Ouvrage}}, {{Chapitre}}, {{Article}}, {{Lien web}} et/ou {{Bibliographie}}. Le mode d'édition visuel peut mettre en forme automatiquement les références.
- Insérer une infobox (cadre d'informations à droite) n'est pas obligatoire pour parachever la mise en page.

Pour une aide détaillée, merci de consulter Aide:Wikification.
Si vous pensez que ces points ont été résolus, vous pouvez retirer ce bandeau et améliorer la mise en forme d'un autre article.
Le Théâtre invisible est une forme de performance théâtrale qui se déroule dans des lieux où les gens ne s’attendraient normalement pas à en voir, par exemple dans une rue ou dans centre commercial. Les artistes masquent le fait qu’il s’agit d’une performance ce qui permet aux spectateurs, qui peuvent choisir d'y participer, de le percevoir comme un événement réel et non mis en scène.
Les praticiens du théâtre brésiliens Augusto Boal et Panagiotis Assimakopoulos ont développé cette forme lors de leur séjour en Argentine dans les années 1960 dans le cadre du Théâtre de l'Opprimé de Boal, qui s'intéressaient aux oppressions et aux problèmes sociaux liés. Le théâtre invisible s’est développé dans le contexte de dictatures de plus en plus répressive au Brésil comme en Argentine. L'objectif est de montrer l’oppression dans la vie quotidienne, dans un cadre ordinaire sans que le public ou les « spect-acteurs » en aient conscience. Boal a ensuite continué à développer le théâtre-forum.

## Théâtre invisible en Argentine
Le théâtre invisible a été développé Buenos Aires comme une action publique et participative, évitant ainsi la repression policière. Augusto Boal, alors exilé en Argentine (de 1971 à 1976) et a réalisé sa première expérience de théâtre invisible en collaboration avec un groupe d'acteurs. La performance s'est déroulée dans un restaurant bondé pendant le déjeuner, avec des acteurs assis à différentes tables. Un acteur a commandé à la carte, mais à la fin du repas, il a dit au serveur qu'il ne pouvait pas payer les 70 soles. Il a proposé de régler par son travail et a demandé au serveur combien il gagnerait en sortant les poubelles. Un autre acteur, assis à une autre table, a informé les clients qu'un éboueur est payé 7 soles de l'heure. Un troisième acteur, à une autre table, a dit à tout le monde qu'un jardinier gagnait 10 soles de l'heure. Finalement, un autre membre de la troupe a commencé à collecter de l'argent auprès des clients du restaurant pour payer l'addition.
Boal a amené le théâtre à un public qui ne se rendait pas compte qu'il était en train de regarder une performance ; il soutenait qu'il était crucial que les acteurs participant au théâtre invisible ne révèlent pas leur identité. Dans sa phase initiale, le théâtre invisible visait à sensibiliser le public aux différences de classes et à offrir un espace pour exprimer son désaccord.

## Théâtre invisible en Europe
À la fin des années 1970 et au début des années 1980, Boal a présenté des performances théâtrales invisibles en Sicile, à Stockholm, à Paris et dans d’autres villes européennes, dans des lieux publics comme le métro parisien et sur les ferries de Stockholm. Ces performances abordaient des questions telles que le racisme, l’âgisme, le sexisme et le sans-abrisme.

## Théâtre invisible au Brésil
À son retour au Brésil en 1986, Boal met en scène un théâtre invisible hebdomadaire pour une chaîne de télévision de Rio. Dans un épisode, un homme à la peau foncée s'est vendu lui-même comme esclave sur le marché, arguant devant la foule qu'il gagnait moins qu'un esclave du XIXe siècle.

## Comparaison avec les happenings
Historiquement, le théâtre invisible s'est développé à la suite de happenings mis en scène en Argentine par Oscar Mosatta. Ce dernier avait organisé des happenings à la fin des années 1960 après avoir assisté à de telles performances à New York en 1966. Bien que les happenings soient aussi utilisés pour sensibiliser à des problèmatiques spécifiques, se déroulant également à l'extérieur de théâtres ou de galeries et soient scénarisés, le public est conscient qu'il assiste à un happening. Boal states in Tecnicas latinoamericanas de teatro popular that invisible theater and happenings are distinct: " El teatro invisible no debe ser confundido con el happening, que es un hecho teatral insólito, caótico, en que todo puede ocurrir, anárquicamente. " ["Le théâtre invisible ne doit pas être confondu avec le happening, qui est un événement théâtral insolite, chaotique, où tout peut arriver de manière anarchique."]

## Sources
1. ↑  Boal, Augusto. 2000. Theatre of the Oppressed. 3rd ed. London: Pluto.  (ISBN 978-0-7453-1657-4)
2. ↑  Clair Bishop, Artificial Hells, London, Verso, juillet 2012, 122–123 p. (ISBN 9781844676903, lire en ligne)
3. 1 2  Clair Bishop, Artificial Hells, London, Verso, juillet 2012, 125 p. (ISBN 9781844676903, lire en ligne)
4. ↑  Clair Bishop, Artificial Hells, London, Verso, juillet 2012, 106 & 108 (ISBN 9781844676903, lire en ligne)
5. ↑  Wardrip-Fruin, Noah, and Nick Montfort. "'Happenings' in the New York Scene." The New Media Reader. Cambridge, Mass.: MIT, 2003. 83-88. Print.
6. ↑  Augusto Boal, Tecnicas latinoamericanas de teatro popular, Buenos Aires, Ediciones corregidor, 1974, p. 111

- Augusto Boal. 1974, 2000. Théâtre de l'opprimé. Nouvelle édition. Traduit de l'espagnol (Teatro del Oprimido) par Charles A. McBride, Maria-Odilia Leal McBride et Emily Fryer. Pluto Press, Londres. pp. 143–147. (ISBN 0-7453-1658-1) https://books.google.com/books?id=g8ZbuK6AlqsC